# Episodi di Warrior Nun
La prima stagione della serie televisiva Warrior Nun è stata pubblicata da Netflix il 2 luglio 2020 in tutti i territori in cui il servizio di streaming è disponibile.
| N. | Titolo originale       | Titolo italiano  | Pubblicazione USA | Pubblicazione Italia |
| -- | ---------------------- | ---------------- | ----------------- | -------------------- |
| 1  | Psalms 46:5            | Salmi 46:5       | 2 luglio 2020     | 2 luglio 2020        |
| 2  | Proverbs 31:25         | Proverbi 31:25   | 2 luglio 2020     | 2 luglio 2020        |
| 3  | Ephesians 6:11         | Efesini 6:11     | 2 luglio 2020     | 2 luglio 2020        |
| 4  | Ecclesiasticus 26:9-10 | Siracide 26:9-10 | 2 luglio 2020     | 2 luglio 2020        |
| 5  | Matthew 7:13           | Matteo 7:13      | 2 luglio 2020     | 2 luglio 2020        |
| 6  | Isaiah 30:20-21        | Isaia 30:20-21   | 2 luglio 2020     | 2 luglio 2020        |
| 7  | Ephesians 4:22-24      | Efesini 4:22-24  | 2 luglio 2020     | 2 luglio 2020        |
| 8  | Proverbs 14:1          | Proverbi 14:1    | 2 luglio 2020     | 2 luglio 2020        |
| 9  | 2 Corinthians 10:4     | 2 Corinzi 10:4   | 2 luglio 2020     | 2 luglio 2020        |
| 10 | Revelation 2:10        | Apocalisse 2:10  | 2 luglio 2020     | 2 luglio 2020        |

## Salmi 46:5
- Titolo originale: Psalms 46:5
- Scritto da: Simon Barry
- Diretto da: Jet Wilkinson

### Trama
Sul tavolo di ferro della sala mortuaria di una cattedrale in Spagna, giace il corpo senza vita di Ava. Il prete chiede spiegazioni ed informazioni sulla ragazza morta, ma la suora dell'orfanotrofio non vuole dare risposte, si limita a segnare nome cognome ed età.
Nel frattempo all'interno della Chiesa entra un gruppo di suore guerriere che tra le braccia tengono il corpo ormai morente di Shannon. La situazione si fa sempre più drammatica perché dei mercenari, i quali hanno fatto un'imboscata al porto, stanno per entrare nella chiesa per rubare una importante reliquia, l'aureola che è custodita nella schiena di Shannon. La suora medico, presa dall'ansia della situazione drammatica, con un attrezzo speciale estrarre l'aureola infuocata dalla schiena di Shannon e scappa dalla furia sempre più aggressiva dei mercenari. Si rifugia nell'obitorio e lì, non sapendo più come affrontare la situazione, applica l'aureola infuocata nella schiena del cadavere di Ava.
Ava così riprende a vivere, a 19 anni, in una nuova esistenza, dopo aver vissuto sempre in un orfanotrofio nella condizione di tetraplegia conseguente ad un incidente avvenuto nella sua infanzia e nel quale hanno perso la vita i suoi genitori.
Nel frattempo padre Vincent, a capo della congregazione-ordine di suore guerriere, inizia ad indagare sul destino dell'aureola dorata.
Anche Ava, nella sua nuova vita di persona normale, inizia a vagare per la città ed inizia a convivere con le sue nuove forze, con i suoi nuovi superpoteri. Tra l'altro si accorge che delle demoniache scie di fumo rosso l'attraggono verso delle situazioni difficili, brutte, a volte drammatiche.
- Citazione biblica: «Dio è in lei, non cadrà; Dio l'aiuterà all'inizio della giornata»

## Proverbi 31:25
- Titolo originale: Proverbs 31:25
- Scritto da: Terri Hughes Burton
- Diretto da: Jet Wilkinson

### Trama
Ava si risveglia nel letto della casa super lussuosa occupata dai suoi nuovi amici. Questi amici vivono in maniera furfantesca, occupando le case dei ricchi che momentaneamente sono assenti. Sono abituati ad usufruire di tutti gli agi che trovano in queste abitazioni e tentano di simulare la vita lussuosa dei VIP.
Al mattino quindi i ragazzi decidono di prepararsi per partecipare di sera ad un party molto speciale organizzato dalla Arqutech, una ditta all'avanguardia nella ricerca scientifica. Ava non vede l'ora di andare anche perché si sta innamorando di uno dei ragazzi, ovvero JC.
Tra gli invitati al party c'è anche il cardinal Duretti, il quale esprime la sua contrarietà all'utilizzo del Dividium, materiale preziosissimo che consente alla Arqutech di creare le sue macchine quantiche, ma che è utilizzato anche dalle suore guerriere in quanto potenzia notevolmente gli effetti dell'aureola dorata.
I ragazzi, grazie all'aiuto di Ava e JC, riescono ad entrare nei laboratori della Arqutech e si divertono ad esplorarne i contenuti. Ava individua in un laboratorio lo scudo composto di Dividium il quale, al suo avvicinamento, si illumina, si attiva. Ava ne è affascinata e attratta anche se non ne capisce il perché.
Il mostro infernale però sta seguendo le tracce di Ava, Tarasca è uscito dall'inferno e cerca attivamente l'aureola dorata per impossessarsene e lentamente riesce a raggiungere anche i laboratori della Arqutech per uccidere Ava. Fortunatamente però le suore guerriere, capitanate da padre Vincent, entrano in azione proprio nel momento in cui Tarasca sta per colpire Ava. Il mostro scappa, viene sconfitto, ed Ava che non riesce a capacitarsi della situazione e di tutto quello che sta accadendo viene narcotizzata e prelevata dal gruppo di suore.
- Citazione biblica: «È vestita di forza e dignità; può ridere dei giorni a venire»

## Efesini 6:11
- Titolo originale: Ephesians 6:11
- Scritto da: Amy Berg
- Diretto da: Agnieszka Smoczyńska

### Trama
Un altro risveglio per Ava, questa volta però in una cripta della basilica dove vivono, si allenano e stazionano le suore guerriere dell'"Ordine della spada cruciforme". Ava è legata, spaventata e l'aureola dorata reagisce alle sue forti emozioni, dandole dei poteri per lei inaspettati come una forza esagerata, il potere di levitare e passare attraverso i muri.
Padre Vincent accompagna Ava nella sua nuova vita, le spiega cosa è successo e qual è la storia del "Ordine della spada cruciforme". Le spiega quale ne sono state le origini e cerca di convincerla del fatto che lei in qualche modo è stata prescelta dal Signore per portare avanti la loro missione.
Padre Vincent continua a supportare e ad istruire Ava, anche le consorelle accettano loro malgrado Ava nel gruppo e cercano di istruirla alle arti marziali senza grande successo però. Ava è molto scettica sul suo nuovo ruolo e sulla sua nuova condizione di vita, tanto che approfitta di un attimo di distrazione dei suoi nuovi mentori per scappare, lasciando un semplice biglietto con su scritto "io voglio vivere".
- Citazione biblica: «Indossa l'armatura completa di Dio, affinché possiate stare saldi contro le insidie del diavolo»

## Siracide 26:9-10
- Titolo originale: Ecclesiasticus 26:9-10
- Scritto da: David Hayter
- Diretto da: Agnieszka Smoczyńska

### Trama
- Citazione biblica: «|La scostumatezza di una donna è nell'eccitazione degli sguardi,si riconosce dalle sue occhiate. Fa' buona guardia a una figlia libertina,perché non ne approfitti, se trova indulgenza.»

## Matteo 7:13
- Titolo originale: Matthew 7:13
- Scritto da: Matt Bosack
- Diretto da: Sarah Walker

### Trama
- Citazione biblica: «Entrate per la porta stretta, poiché larga è la porta e spaziosa la via che conduce alla perdizione, e molti sono quelli che entrano per essa.»

## Isaia 30:20-21
- Titolo originale: Isaiah 30:20-21
- Scritto da: Amy Berg
- Diretto da: Sarah Walker

### Trama
- Citazione biblica: «Anche se il Signore ti darà il pane dell'afflizione e l'acqua della tribolazione, tuttavia non si terrà più nascosto il tuo maestro; i tuoi occhi vedranno il tuo maestro, i tuoi orecchi sentiranno questa parola dietro di te: "Questa è la strada, percorretela", caso mai andiate a destra o a sinistra.»

## Efesini 4:22-24
- Titolo originale: Ephesians 4:22-24
- Scritto da: Sheila Wilson e Suzanne Keilly
- Diretto da: Mathias Herndl

### Trama
- Citazione biblica: «|er la quale dovete deporre l'uomo vecchio con la condotta di prima, l'uomo che si corrompe dietro le passioni ingannatrici e dovete rinnovarvi nello spirito della vostra mente e rivestire l'uomo nuovo, creato secondo Dio nella giustizia e nella santità vera.»

## Proverbi 14:1
- Titolo originale: Proverbs 14:1
- Scritto da: David Hayter e Matt Bosack
- Diretto da: Mathias Herndl

### Trama
- Citazione biblica: «La donna saggia costruisce la sua casa, ma la stolta l'abbatte con le proprie mani.»

## 2 Corinzi 10:4
- Titolo originale: 2 Corinthians 10:4
- Scritto da: Terri Hughes Burton
- Diretto da: Simon Barry

### Trama
- Citazione biblica: «ma hanno da Dio la potenza di abbattere le fortezze»

## Apocalisse 2:10
- Titolo originale: Revelation 2:10
- Scritto da: Simon Barry
- Diretto da: Simon Barry

### Trama
- Citazione biblica: «Non temere ciò che stai per soffrire: ecco, il diavolo sta per gettare alcuni di voi in carcere, per mettervi alla prova e avrete una tribolazione per dieci giorni. Sii fedele fino alla morte e ti darò la corona della vita.»